# The Lake Superior Scottish Regiment
The Lake Superior Scottish Regiment, abrégé en LSSR, (littéralement, « Le Régiment écossais du lac Supérieur ») est un régiment d'infanterie de la Première réserve de l'Armée canadienne qui fait partie du 38e Groupe-brigade du Canada au sein de la 3e Division du Canada. Il est stationné à Thunder Bay en Ontario.
L'unité a été créée en 1905 sous le nom de « 96th The Lake Superior Regiment » En 1920, il fut renommé en « The Lake Superior Regiment ». Lors de la Seconde Guerre mondiale, le régiment a mobilisé un bataillon qui servbit dans le Nord-Ouest de l'Europe de 1944 à 1946. En 1949, l'adjectif « écossais » (« Scottish » a été ajouté au nom du régiment.
En plus de sa propre histoire, The Lake Superior Scottish Regiment perpétue l'héritage de deux bataillons du Corps expéditionnaire canadien (CEC) de la Première Guerre mondiale : le 52e et le 141e Bataillon « outre-mer », CEC.

## Rôle et organisation

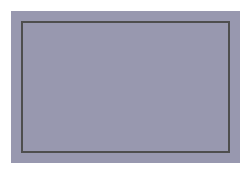
Insigne distinctif de la 3e Division du Canada

The Lake Superior Scottish Regiment est un régiment d'infanterie stationné à Thunder Bay en Ontario. Il fait partie du 38e Groupe-brigade du Canada, un groupe-brigade de la Première réserve de l'Armée canadienne qui fait lui-même partie de la 3e Division du Canada.
Tout comme c'est le cas pour les autres unités de la Première réserve de l'Armée canadienne, le rôle du Lake Superior Scottish Regiment est de former des soldats à temps partiel afin de servir de renfort lors des opérations des Forces armées canadiennes ainsi que d'être prêts pour le service actif pour appuyer les autorités civiles lors de catastrophes naturelles dans la région locale.

## Histoire

### Origines
L'unité a officiellement été créée en tant qu'un régiment d'infanterie le 3 juillet 1905 À Port Arthur, de nos jours Thunder Bay, en Ontario. Le 1er décembre de la même année, celui-ci fut nommé « 96th The Lake Superior Regiment ». Le 12 mars 1920, il a été renommé en « The Lake Superior Regiment ».

### Seconde Guerre mondiale

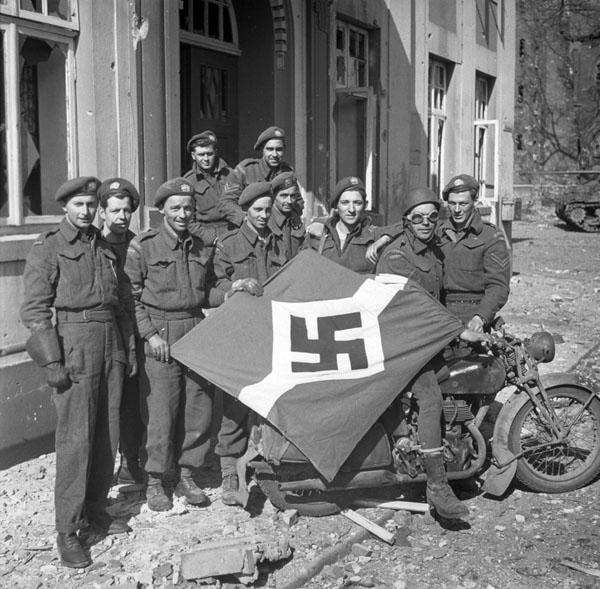
Des membres du Lake Superior Scottish Regiment avec un drapeau des Jeunesses hitlériennes capturé à Friesoythe en Allemagne le 16 avril 1945

Dans la foulée de la Seconde Guerre mondiale, le 24 mai 1940, The Lake Superior Scottish Regiment mobilisa un bataillon pour le service actif. Le 22 août 1942, celui-ci partit pour la Grande-Bretagne. Les 26 et 27 juillet 1944, il débarqua en France au sein de la 4e Brigade blindée canadienne de la 4e Division blindée canadienne. Il combattit dans le Nord-Ouest de l'Europe jusqu'à la fin du conflit. Il fut officiellement dissous le 15 février 1946.

### Histoire récente (depuis 1958)
Le 11 avril 1958, le régiment a été renommé en « The Lake Superior Scottish Regiment ».

## Perpétuations

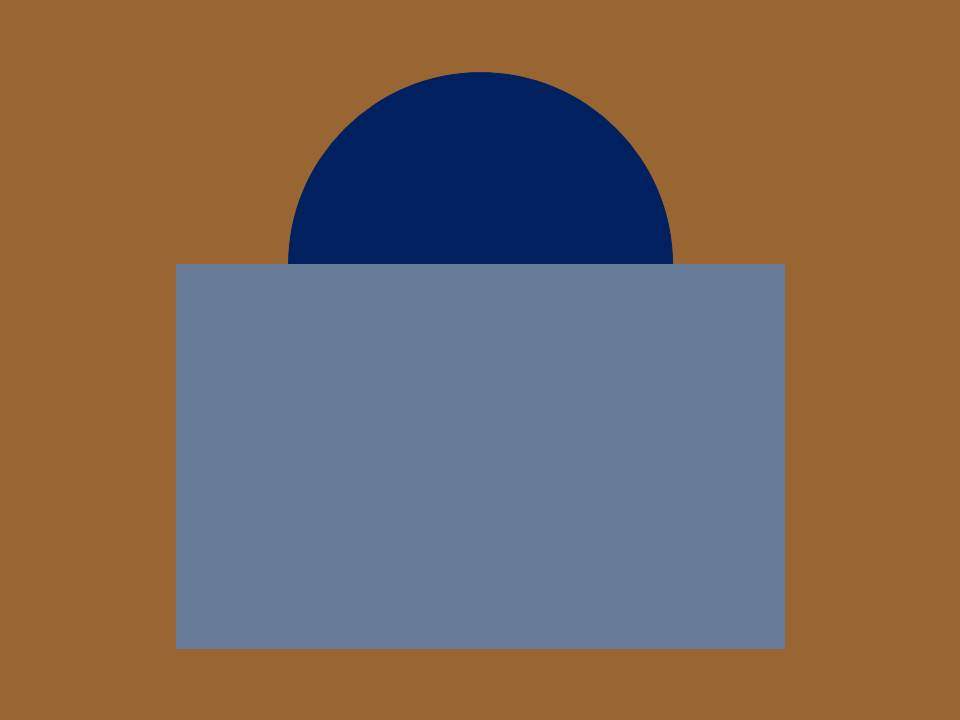
Insigne distinctif du 52e Bataillon, CEC

En plus de sa propre histoire, The Lake Superior Scottish Regiment perpétue l'héritage de deux bataillons du Corps expéditionnaire canadien (CEC) de la Première Guerre mondiale : les 52e et 141e Bataillon « outre-mer », CEC.
Le 52e Bataillon, CEC a été créé le 7 novembre 1914. Le 25 novembre 1915, il partit pour la Grande-Bretagne et, le 21 février 1916, il débarqua en France au sein de la 9e Brigade d'infanterie canadienne et de la 3e Division canadienne où il combattit jusqu'à la fin du conflit. Il fut officiellement dissous le 30 août 1920.
De son côté, le 141e Bataillon « outre-mer », CEC a été créé le 22 décembre 1915. Le 29 avril 1917, il partit pour la Grande-Bretagne où, le 7 mai 1917, son personnel fut transféré au 18e Bataillon de réserve, CEC qui servait à fournir des renforts aux troupes canadiennes au front. Il fut officiellement dissous le 17 juillet 1917.

## Honneurs de bataille

Drapeau consacré du Lake Superior Scottish Regiment

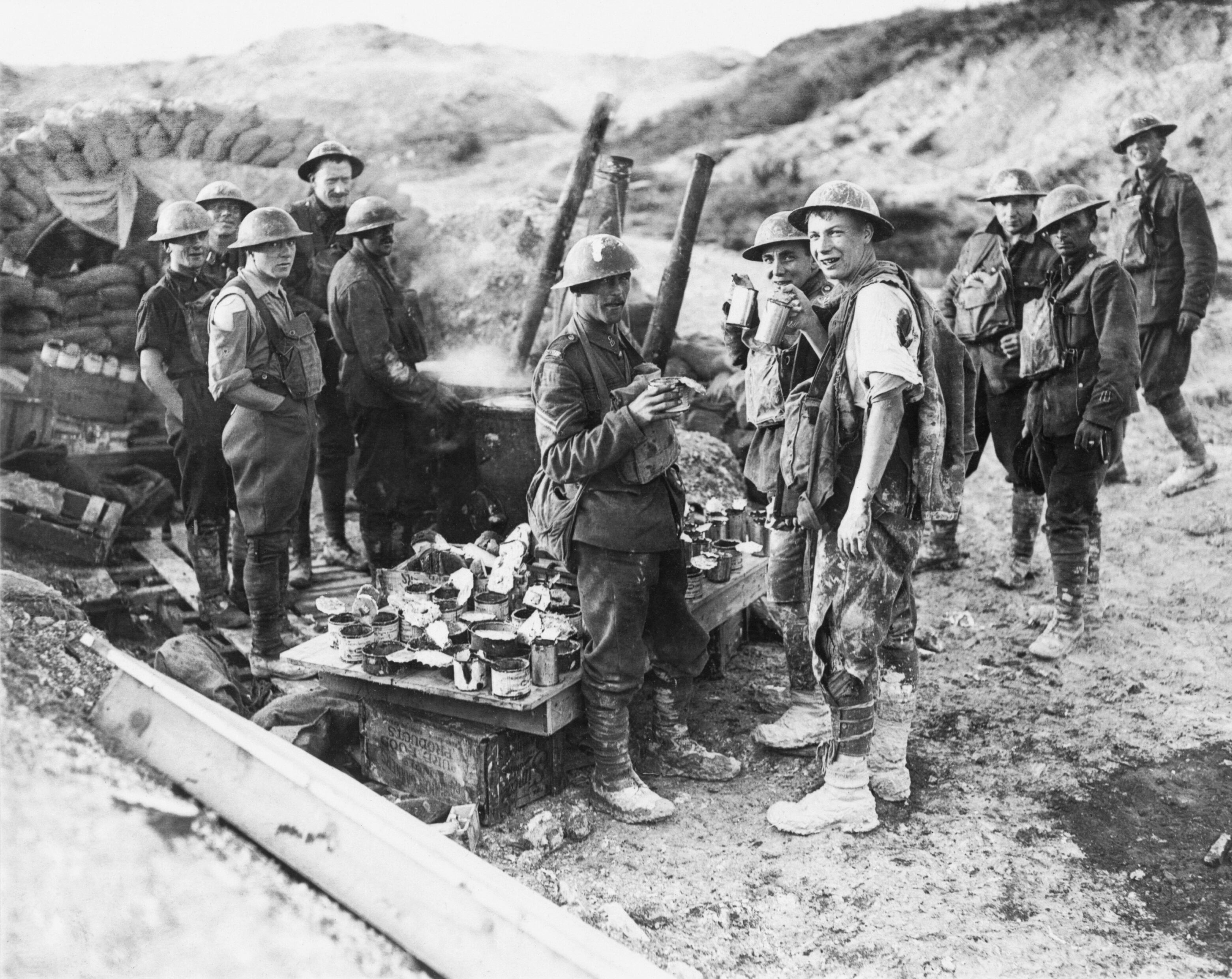
Des troupes canadiennes lors de la bataille de la côte 70 au cours de la Première Guerre mondiale

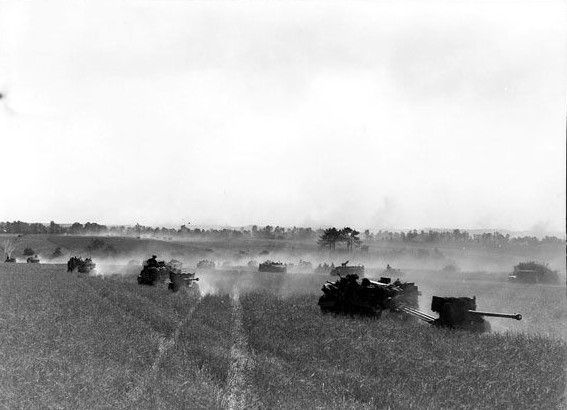
Des troupes canadiennes en déplacement vers Falaise en France le 14 août 1944 au cours de la Seconde Guerre mondiale

Les honneurs de bataille sont le droit donné par la Couronne au régiment d'apposer sur ses couleurs les noms des batailles ou des conflits dans lesquels il s'est illustré.
| Première Guerre mondiale | Première Guerre mondiale          |
| ------------------------ | --------------------------------- |
| Ypres, 1915, 17          | Festubert, 1915                   |
| Mont-Sorrel              | Somme, 1916                       |
| Flers-Courcelette        | Crête d'Ancre                     |
| Arras 1917, '18          | Vimy, 1917                        |
| Côte 70                  | Passchendaele                     |
| Amiens                   | Scarpe, 1918                      |
| Drocourt-Quéant (en)     | Ligne Hindenburg                  |
| Canal du Nord            | Cambrai, 1918                     |
| Valenciennes             | France et Flandres, 1915-18       |
| Seconde Guerre mondiale  |                                   |
| Falaise                  | Route de Falaise                  |
| La Laison                | Chambois                          |
| L'Escaut                 | La Basse-Meuse                    |
| La Rhénanie              | La Hochwald                       |
| Veen                     | Canal Twente                      |
| Friesoythe               | Canal Küsten                      |
| Bad Swischenahn          | Nord-Ouest de l'Europe, 1944-1945 |
| Guerre d'Afghanistan     |                                   |
| Afghanistan              |                                   |

## Traditions et patrimoine

Drapeau de camp du Lake Superior Scottish Regiment

Les traditions et les symboles du Lake Superior Scottish Regiment sont les éléments essentiels à l'identité régimentaire. Le symbole le plus important est l'insigne du régiment qui est composé d'une feuille d'érable d'azur chargée d'un castor se tenant sur un rondin au naturel et entourée d'un anneau portant l'inscriptiopn « The Lake Superior Scottish Regiment » qui est sommé de la couronne royale, environné de douze feuilles d'érable de gueules mouvantes d'un listel portant l'inscription « Inter Pericula Intrepidi » qui correspond à la devise du régiment signifiant « Intrépides en face du danger ».
Un autre élément important de l'identité d'un régiment est sa marche résigmenaire. Celle du Lake Superior Scottish Regiment est The Highland Laddie.
The Lake Superior Scottish Regiment est jumelé avec The Royal Anglian Regiment, un régiment de la British Army.